# Erronea
Erronea is een geslacht van weekdieren uit de klasse van de Gastropoda (slakken).
De wetenschappelijke naam werd voor het eerst geldig gepubliceerd in 1863 door Franz Hermann Troschel. Troschel stelde Erronea oorspronkelijk voor als een ondergeslacht van Aricia Gray (nu Monetaria Troschel).

## Soorten
- Erronea adusta (Lamarck, 1810)
- Erronea angioyorum Biraghi, 1978
- Erronea caurica (Linnaeus, 1758)
- Erronea cylindrica (Born, 1778)
- Erronea errones (Linnaeus, 1758)
- Erronea fernandoi Cate, 1969
- Erronea nymphae (Jay, 1850)
- Erronea onyx (Linnaeus, 1758)
- Erronea ovum (Gmelin, 1791)
- Erronea pallida (J.E. Gray, 1824)
- Erronea pyriformis (Gray, 1824)
- Erronea rabaulensis Schilder, 1964
- Erronea subviridis (Reeve, 1835)
- Erronea vredenburgi Schilder, 1927
- Erronea xanthodon (J.E. Gray in G. B. Sowerby I, 1832)